# Патрици Наро, Константино
Константино Патрици Наро (итал. Costantino Patrizi Naro; 4 сентября 1798, Сиена, Великое герцогство Тосканское — 17 декабря 1876, Рим, королевство Италия) — итальянский куриальный кардинал. Титулярный архиепископ Филиппи с 15 декабря 1828 по 21 ноября 1836. Апостольский нунций в Тоскане с 16 января по 19 июня 1829. Префект Дома Его Святейшества и Префект Апостольского дворца со 2 июля 1832 по 11 июля 1836. Префект Священной Конгрегации по делам епископов и монашествующих с 6 июля 1839 по 22 декабря 1841. Губернатор Рима с 1841 по 1870. Генеральный викарий Рима с 22 декабря 1841 по 17 декабря 1876. Архипресвитер патриаршей Либерийской базилики с 24 мая 1845 по 21 сентября 1867. Камерленго Священной Коллегии кардиналов с 15 марта 1852 по 7 марта 1853. Префект Священной Конгрегации обрядов с 27 июня 1854 по 10 октября 1860. Архипресвитер патриаршей Латеранской базилики с 21 сентября 1867 по 17 декабря 1876. Секретарь Верховной Священной Конгрегации Римской и Вселенской Инквизиции с 10 октября 1860 по 17 декабря 1876. Вице-декан Священной Коллегии кардиналов с 17 декабря 1860 по 8 октября 1870. Декан Священной Коллегии кардиналов с 8 октября 1870 по 17 декабря 1876. Префект Священной Конгрегации Церемониала с 8 октября 1870 по 17 декабря 1876. Кардинал in pectore с 23 июня 1834 по 11 июля 1836. Кардинал-священник с титулом церкви Сан-Сильвестро-ин-Капите с 21 ноября 1836 по 20 апреля 1849. Кардинал-епископ Альбано с 20 апреля 1849 по 17 декабря 1860. Кардинал-епископ Порто и Санта-Руфины с 17 декабря 1860 по 8 октября 1870. Кардинал-епископ Остии с 8 октября 1870.